# میشان علیا (ممسنی)
میشان علیا روستای از توابع بخش ماهورمیلانی شهرستان ممسنی در استان فارس است.

## جمعیت
این روستا در دهستان میشان قرار دارد و براساس سرشماری مرکز آمار ایران در سال ۱۳۹۵، جمعیت آن ۵۶۱ نفر (۱۵۳ خانوار) بوده‌است.